# Siegfried Zielinski
Siegfried Zielinski (1951, Butzbach) es un teórico de medios alemán. Estuvo a cargo de la cátedra de Teoría de Medios: Arqueología y Variantología de los Medios en la Universidad de las Artes de Berlín ,  actualmente lleva la cátedra Michel Foucault de Tecnocultura y Arqueología de los Medios en la European Graduate School en Saas Coste, Suiza, y es el director del Archivo-Vilém-Flusser de la Universidad de Berlín de las Artes. Desde el año 2016 hasta marzo de 2018, fue el sucesor de Peter Sloterdijk como rector de la Universidad de Karlsruhe de Artes y Diseño.

## Biografía
Zielinski estudió teatro, literatura alemana moderna, lingüística, semiótica, sociología, filosofía, y teoría política en Marburg y Berlín, en la Universidad Libre y la Universidad Técnica. El foco principal de sus estudios fueron en el campo de los medios técnicos avanzados, junto a Friedrich Knilli.
En 1979 escribió y dirigió el documental Responses to Holocaust in Western Germany, filmado en 16mm, que es parte de la colección del Paley Center for Media en New York. Ese mismo año se graduó con una tesis sobre el director de cine alemán Veit Harlan, la cual también fue su primera monografía publicada en 1981. Su tesis doctoral presentada en 1985 sobre la Historia y Técnica Cultural del Vídeo Grabador, se publicó como el libro Zur Geschichte des Videorecorders (La historia de la video grabador). 
En 1989 entra de lleno a la carrera de profesor académico en estudios audiovisuales en la Universidad de Salzburg, Austria, donde abrió un departamento para la enseñanza, investigación y la producción de “Audiovisions”. También bajo el título de Audiovisions publicó su primer libro traducido a inglés. 
En 1993, Zielinski fue nombrado profesor de estudios audiovisuales y de la comunicación en la Academia de Artes Mediales de Colonia; llegando en 1994 a ser su director fundador. A mediados del año 2001, regresa a la enseñanza e investigación, con foco en la historia y teoría, desarrollando así su multi-dimensional (o no-lineal) aproximación a las a diversas genealogías de los medios, que él denominaría un an-arqueología o variantología.
De 2007 hasta 2015, Zielinski dirigió la cátedra de teoría de medios y arqueología/Variantología de medios en la Universidad de Berlín de las Artes. De 2016 hasta marzo de 2018, fue el rector de la Universidad de Karlsruhe de Artes y Diseño. Actualmente enseña Teoría de medios y dicta la cátedra Michel Foucault en la European Graduate School (EGS) en Saas Coste, Suiza.

## Conferencias
- Siegfried Zielinski. Una Trilogía del Tiempo. Un Keynote en Transmediale 2010. (Inglés)
- Siegfried Zielinski. En An-Arqueología. Entrevista 2007.(Inglés)
- Siegfried Zielinski. Entrevista para Imágenes del Rojas, UBA televisión. Buenos Aires 1999.
- Siegfried Zielinski.Is New Media really new? Entrevista para The Lounge en 1999. (Inglés)

## Afiliaciones
Siegfried Zielinski es miembro electo, entre otras, de la Academia de Cine Europeo (EFA) , la Academia de Artes de Berlín , la Akademie der Wissenschaften und der Künste Nordrhein-Westfalen  y la Sociedad de Linterna Mágica de Gran Bretaña .